# Серраманна
Серраманна (итал. Serramanna) — коммуна в Италии, располагается в регионе Сардиния, подчиняется административному центру Южная Сардиния.
Население составляет 9 008 человека (30-06-2019), плотность населения составляет 107,44 чел./км². Занимает площадь 83,84 км². Почтовый индекс — 9038. Телефонный код — 070.
Покровителем коммуны почитается святой Леонард, празднование 6 ноября.

## Примечание
1. ↑  Statistiche demografiche ISTAT. demo.istat.it. Дата обращения: 16 ноября 2019. Архивировано 24 июля 2019 года.